# Clerlande
Clerlande ist eine Gemeinde mit 631 Einwohnern (Stand: 1. Januar 2022) im zentralfranzösischen Département Puy-de-Dôme in der Region Auvergne-Rhône-Alpes. Die Gemeinde gehört zum Arrondissement Riom und zum Kanton Aigueperse (bis 2015: Kanton Ennezat).

## Lage
Clerlande liegt etwa 17 Kilometer nordnordöstlich von Clermont-Ferrand in der Limagne. Umgeben wird Clerlande von den Nachbargemeinden Varennes-sur-Morge im Norden, Martres-sur-Morge im Nordosten, Ennezat im Süden und Osten, Riom im Südwesten sowie Pessat-Villeneuve im Westen.

## Bevölkerungsentwicklung
| Jahr                       | 1962 | 1968 | 1975 | 1982 | 1990 | 1999 | 2006 | 2013 |
| Einwohner                  | 280  | 278  | 265  | 275  | 279  | 305  | 340  | 517  |
| Quellen: Cassini und INSEE |      |      |      |      |      |      |      |      |